# C-3211
La carretera C-3211, era una antigua carretera comarcal española que discurría entre Albacete y la localidad murciana de Águilas, pasando por Elche de la Sierra, Moratalla, Caravaca de la Cruz y Lorca.

## Historia
Hasta el cambio de denominación de carreteras autonómicas, en el que se eliminaba el antiguo nombre de comarcales, esta carretera tenía su punto de inicio en Albacete, y su finalización en Águilas. 
Entre tramo entre Elche de la Sierra y Caravaca de la Cruz se integraba dentro de la carretera  C-415  (Ciudad Real - Murcia), tomando exclusivamente esta denominación. Lo mismo sucedía entre Caravaca y el Ventorrillo de Cavila, donde se integraba dentro de la  C-330 .
En la actualidad su antiguo recorrido se encuentra dividido entre las siguientes carreteras:
- Administradas por la Junta de Comunidades de Castilla-La Mancha:
  -  CM-3203 , entre Albacete y Elche de la Sierra.
  -  CM-3228 , entre Elche de la Sierra y Sócovos (tramo integrado dentro de la antigua carretera comarcal  C-415 ).
  -  CM-3217 , entre Sócovos y el límite entre las provincias de Albacete y Murcia, cerca de Tazona (tramo integrado dentro de la antigua carretera comarcal  C-415 ).

- Administradas por la Región de Murcia:
  -  RM-715 , entre el límite de provincias (cerca de Tazona) hasta Caravaca de la Cruz (tramo integrado dentro de la antigua carretera comarcal  C-415 ).
  -  RM-730 , entre Caravaca y el Ventorrillo de Cavila (tramo integrado dentro de la antigua carretera comarcal  C-330 ).
  -  RM-711 , entre Ventorrillo de Cavila y Lorca.
  -  RM-11  (entre Lorca y Águilas).

- Datos: Q5736608